# Cult band
Il termine cult band nella musica intende un gruppo musicale che, pur non avendo raggiunto il successo nel grande pubblico, gode tuttavia di grande considerazione fra i propri ammiratori o della critica.

## Tipologie
Le cult band possono diventare poi, o essere state precedentemente, gruppi di notevole successo commerciale.
Fra gli esempi del primo tipo si possono citare Soundgarden, U2 o R.E.M.: si tratta di gruppi che hanno raggiunto un notevole successo commerciale, ma solo dopo diversi anni di carriera.
Fra le cult band del secondo tipo è particolarmente rappresentativo il caso dei The Kinks, o degli australiani The Church: entrambi questi gruppi hanno raggiunto nei primi anni di carriera le vette della Hit parade americana, scegliendo poi di produrre musica diretta ad un pubblico più ristretto di estimatori.
Un esempio di cult band che ha ottenuto un grande riscontro critico sono i Velvet Underground, mentre una che è riuscita a ritagliarsi una buona fetta di fan e ammiratori sono i Rush.
Altre cult band, più tipicamente, non hanno mai avuto enorme risonanza mediatica, producendo una musica considerata di nicchia ma hanno comunque  raggiunto notevoli traguardi anche commerciali. Fra questi gruppi si possono citare gli Hüsker Dü o più recentemente i Nine Inch Nails. Sono generalmente considerati cult band anche gruppi di generi estremi, come i Brujeria, gli Anal Cunt, i Mayhem o GG Allin.

## Caratteristiche
Spesso le cult band si contraddistinguono per avere uno stile musicale molto personale e facilmente riconoscibile o per la produzione di musica di genere. Fra queste ne sono un esempio i Cocteau Twins, i Dead Can Dance ed i Cure rispettivamente per i generi Dream pop e Dark rock oppure i Grateful Dead per il rock psichedelico.
Altro elemento caratterizzante di molte cult band è la capacità di fidelizzare i fans, elemento che in certi casi, sopravvive anche allo scioglimento del gruppo. Non sono rari i casi di gruppi che hanno visto addirittura aumentare il numero dei loro estimatori dopo il loro scioglimento, come nel caso dei Pixies o dei Black Flag.